# Леонтій Шамшуренко
Леонтій Шамшуренко (1687—1758) — український винахідник, механік, висланий з України. Популярність Шамшуренку принесла модель «снаряда», винайденого ним для підняття на дзвіницю Івана Великого Цар-дзвона, незадовго до того відлитого.
Також є автором першого відомого російського веломобіля. Хоча «самокатний екіпаж» Кулібіна більш відомий, Шамшуренко свій представив на 40 років раніше.